# قانون تابعیت تایلند
قانون تابعیت تایلندی (انگلیسی: Thai nationality law) دربرگیرنده مبانی اصل خون و اصل خاک است. اولین قانون شهروندی تایلند در سال ۱۹۱۳ تصویب شد. آخرین قانون در این مورد، مربوط به سال ۲۰۰۸ است.

## اصل خون
قانون اصل خون، شیوه اصلی کسب تابعیت تایلندی است. هر فردی که فرزند پدر یا مادری باشد که دارای تابعیت تایلندی است، طبق بند ۷ قانون تابعیت تایلند، در بدو تولد شهروند تایلند محسوب می‌گردد.
اصل خون، ایجاب می‌کند که توسط دودمان یا رده پدری مدارکی در اختیار متصدیان امور قرار داده شود که بیانگر مشروعیت کودک است یا تست دی‌ان‌ای را در اختیار بگذارد که رابطهٔ خونی را ثابت کند.